# Peter Šťastný
Peter Šťastný, född 18 september 1956 i Bratislava i Tjeckoslovakien, är en slovakisk före detta professionell ishockeyspelare som spelade i NHL från 1980 till 1995. Šťastný gjorde 1239 poäng på 15 säsonger med Quebec Nordiques, New Jersey Devils och St. Louis Blues. Han spelade större delen av sin karriär i Quebec. Hans poängbästa säsong var 1981–1982 då han svarade för 139 poäng, 46 mål och 93 assist, på 80 spelade matcher.
Under sin tid med Quebec Nordiques blev han även kanadensisk medborgare efter att han flytt från dåvarande Tjeckoslovakien tillsammans med sin bror Anton. Senare fick de även sällskap av den tredje brodern Marian. Han har även två söner som båda spelar ishockey i NHL, Paul och Yan.
Šťastný spelade i flera internationella turneringar för tre olika landslag: Tjeckoslovakien, Kanada och Slovakien. Han vann VM-guld 1976 och 1977 med Tjeckoslovakien, samt Canada Cup 1984 med Kanada. Šťastnýs sista turnering var B-VM 1995 på hemmaplan i Slovakien då han var med och spelade upp Slovakiens landslag till A-VM. 

## Statistik

### Klubbkarriär
| 1975–76          | HC Slovan Bratislava | Extraliga        | 32  | 19  | 9   | 28   | —   | —  | —  | —  | —   | —   |
| 1976–77          | HC Slovan Bratislava | Extraliga        | 44  | 25  | 27  | 52   | —   | —  | —  | —  | —   | —   |
| 1977–78          | HC Slovan Bratislava | Extraliga        | 42  | 29  | 24  | 53   | 28  | —  | —  | —  | —   | —   |
| 1978–79          | HC Slovan Bratislava | Extraliga        | 39  | 32  | 23  | 55   | 21  | —  | —  | —  | —   | —   |
| 1979–80          | HC Slovan Bratislava | Extraliga        | 41  | 26  | 26  | 52   | 58  | —  | —  | —  | —   | —   |
| 1980–81          | Quebec Nordiques     | NHL              | 77  | 39  | 70  | 109  | 37  | 5  | 2  | 8  | 10  | 7   |
| 1981–82          | Quebec Nordiques     | NHL              | 80  | 46  | 93  | 139  | 91  | 12 | 7  | 11 | 18  | 10  |
| 1982–83          | Quebec Nordiques     | NHL              | 75  | 47  | 77  | 124  | 78  | 4  | 3  | 2  | 5   | 10  |
| 1983–84          | Quebec Nordiques     | NHL              | 80  | 46  | 73  | 119  | 73  | 9  | 2  | 7  | 9   | 31  |
| 1984–85          | Quebec Nordiques     | NHL              | 75  | 32  | 68  | 100  | 95  | 18 | 4  | 19 | 23  | 24  |
| 1985–86          | Quebec Nordiques     | NHL              | 76  | 41  | 81  | 122  | 60  | 3  | 0  | 1  | 1   | 2   |
| 1986–87          | Quebec Nordiques     | NHL              | 64  | 24  | 53  | 77   | 43  | 13 | 6  | 9  | 15  | 12  |
| 1987–88          | Quebec Nordiques     | NHL              | 76  | 46  | 65  | 111  | 69  | —  | —  | —  | —   | —   |
| 1988–89          | Quebec Nordiques     | NHL              | 72  | 35  | 50  | 85   | 117 | —  | —  | —  | —   | —   |
| 1989–90          | Quebec Nordiques     | NHL              | 62  | 24  | 38  | 62   | 24  | —  | —  | —  | —   | —   |
| 1989–90          | New Jersey Devils    | NHL              | 12  | 5   | 6   | 11   | 16  | 6  | 3  | 2  | 5   | 4   |
| 1990–91          | New Jersey Devils    | NHL              | 77  | 18  | 42  | 60   | 53  | 7  | 3  | 4  | 7   | 2   |
| 1991–92          | New Jersey Devils    | NHL              | 66  | 24  | 38  | 62   | 42  | 7  | 3  | 7  | 10  | 19  |
| 1992–93          | New Jersey Devils    | NHL              | 62  | 17  | 23  | 40   | 22  | 5  | 0  | 2  | 2   | 2   |
| 1993–94          | St. Louis Blues      | NHL              | 17  | 5   | 11  | 16   | 4   | 4  | 0  | 0  | 0   | 2   |
| 1993–94          | HC Slovan Bratislava | Extraliga        | 4   | 0   | 4   | 4    | 0   | —  | —  | —  | —   | —   |
| 1994–95          | St. Louis Blues      | NHL              | 6   | 1   | 1   | 2    | 0   | —  | —  | —  | —   | —   |
| NHL totalt       | NHL totalt           | NHL totalt       | 977 | 450 | 789 | 1239 | 824 | 93 | 33 | 72 | 105 | 125 |
| Extraliga totalt | Extraliga totalt     | Extraliga totalt | 202 | 131 | 113 | 244  | 107 |    |    |    |     |     |

### Internationellt
| År            | Lag             | Turnering     |    | Matcher | Mål | Assist | Poäng | Utv |
| ------------- | --------------- | ------------- | -- | ------- | --- | ------ | ----- | --- |
| 1976          | Tjeckoslovakien | VM            | 9  | 8       | 4   | 12     | 0     |     |
| 1976          | Tjeckoslovakien | CC            | 7  | 0       | 4   | 4      | 2     |     |
| 1977          | Tjeckoslovakien | VM            | 10 | 3       | 5   | 8      | 0     |     |
| 1978          | Tjeckoslovakien | VM            | 10 | 5       | 6   | 11     | 7     |     |
| 1979          | Tjeckoslovakien | VM            | 8  | 2       | 3   | 5      | 6     |     |
| 1980          | Tjeckoslovakien | OS            | 6  | 7       | 7   | 14     | 6     |     |
| 1984          | Kanada          | CC            | 8  | 1       | 2   | 3      | 0     |     |
| 1994          | Slovakien       | OS            | 8  | 5       | 4   | 9      | 9     |     |
| 1995          | Slovakien       | B-VM          | 6  | 8       | 8   | 16     | 0     |     |
| Senior totalt | Senior totalt   | Senior totalt | 72 | 39      | 43  | 82     | 30    |     |